# Stenohya mahnerti
Espèce
Stenohya mahnerti est une espèce de pseudoscorpions de la famille des Neobisiidae.

## Distribution
Cette espèce est endémique de Thaïlande. Elle se rencontre dans les provinces de Chiang Mai et de Nan.

## Étymologie
Cette espèce est nommée en l'honneur de Volker Mahnert.

## Publication originale
- Schawaller, 1994 : Pseudoskorpione aus Thailand (Arachnida: Pseudoscorpiones). Revue Suisse de Zoologie, vol. 101, no 3, p. 725-759 (texte intégral).